# Daisuke Itō (Rennfahrer)

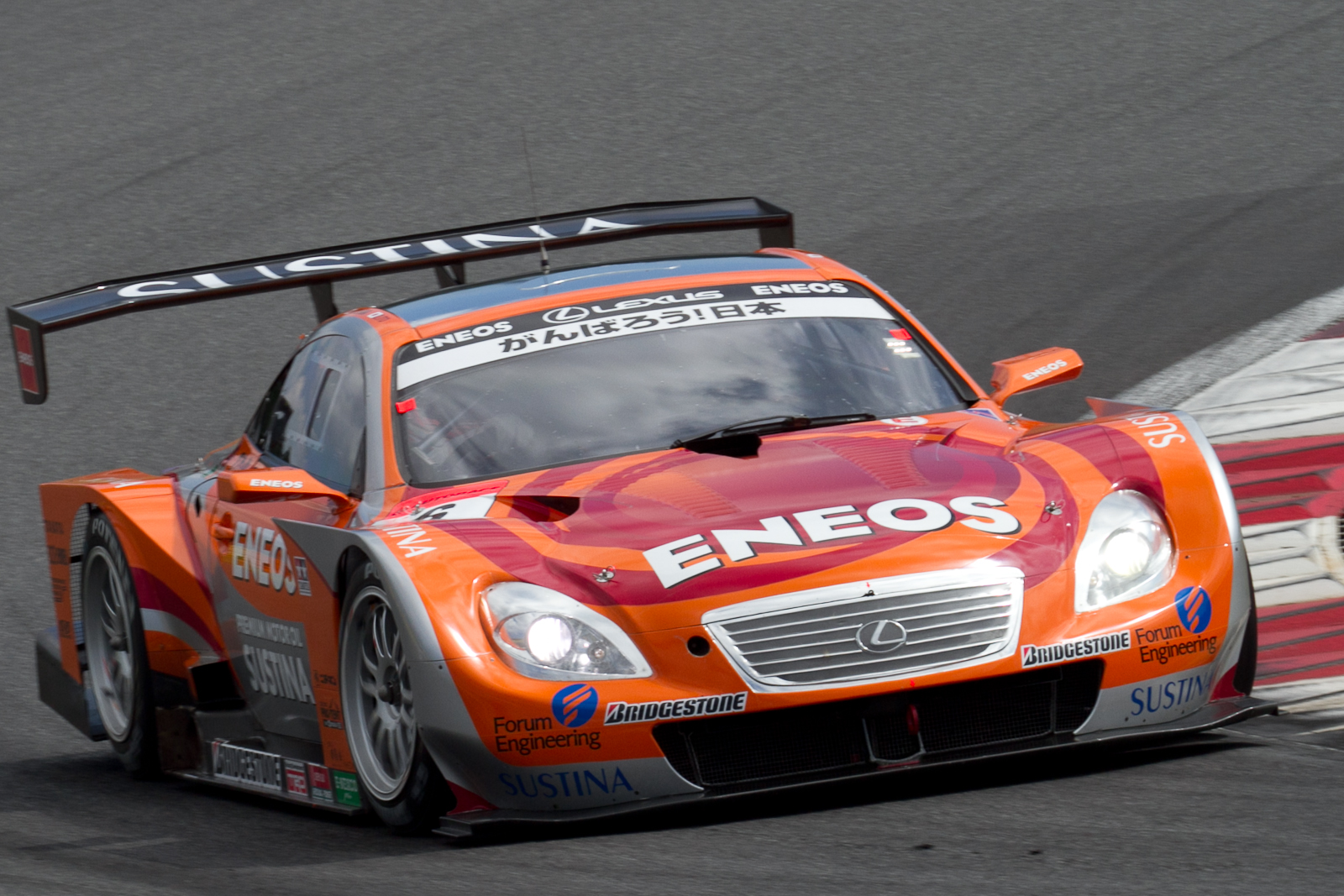
Der Lexus SC 430 GT500 von Kazuya Ōshima und Daisuke Itō 2011 in der Super GT

Daisuke Itō (jap. 伊藤 大輔, Itō Daisuke; * 5. November 1975 in der Präfektur Mie) ist ein japanischer Autorennfahrer.

## Karriere
Nach Anfängen in der Formel 3 wurde Daisuke Itō in den 2000er- und 2010er-Jahren zu einem der erfolgreichsten Fahrern in der japanischen GT-Meisterschaft. Seine beste Saison in der Japanischen Formel-3-Meisterschaft hatte er 1998, als er auf einem Dallara 397 den vierten Endrang in der Meisterschaft (Meister Peter Dumbreck) erreichte.
In der Super GT war er von Beginn an konkurrenzfähig und ging in den folgenden Jahren für unterschiedliche Rennteams an den Start. Zuerst fuhr er für die Teams der ehemaligen Formel-1-Piloten Satoru Nakajima und Kunimitsu Takahashi, danach war er Werksfahrer bei Dome, Honda und Lexus. Sein erster Sieg bei einem Meisterschaftslauf gelang ihm beim 300-km-Rennen von Sugo 2000, gemeinsam mit Dominik Schwager im Honda NSX. Sein letzter Rennsieg datiert aus der Saison 2015. Itō gewann mit Partner James Rossiter im Lexus RC F das 1000-km-Rennen von Suzuka.
Zwischen 2000 und 2018 gelangen Daisuke Itō 15 Rennsiege, einschließlich Erfolgen bei Veranstaltungen ohne Meisterschaftsstatus. Zweimal beendete er das Rennjahr als Gesamtsieger der GT-500-Klasse; 2007 mit Ralph Firman im Honda NSX und 2010 mit Björn Wirdheim im Lexus SC430. Seine einzige Teilnahme am 24-Stunden-Rennen von Le Mans endete 2008 mit dem 33. Gesamtrang im Werks-Dome S102.

## Statistik

### Le-Mans-Ergebnisse
| Jahr | Team             | Fahrzeug  | Teamkollege     | Teamkollege    | Platzierung | Ausfallgrund |
| ---- | ---------------- | --------- | --------------- | -------------- | ----------- | ------------ |
| 2008 | Dome Racing Team | Dome S102 | Tatsuya Kataoka | Yuji Tachikawa | Rang 33     |              |